# IC 1791
IC 1791 је лентикуларна галаксија у сазвјежђу Ован која се налази на листи објеката дубоког неба у Индекс каталогу.
Деклинација објекта је + 12° 28' 13" а ректасцензија 2h 17m 41,3s. Привидна величина (магнитуда) објекта IC 1791 износи 13,4 а фотографска магнитуда 14,4. IC 1791 је још познат и под ознакама UGC 1764, MCG 2-6-56, CGCG 438-51, KCPG 63B, PGC 8758.